# Джейн Краковски
Джейн Краковски е американска актриса и певица. Най-известна е с ролите си в сериалите „Али Макбийл“ (Ally McBeal) и „Рокфелер плаза 30“ (30 Rock).

## Избрана филмография
| Година | Филм                                    | Оригинално заглавие                      | Роля                   | Режисьор                      |
| ------ | --------------------------------------- | ---------------------------------------- | ---------------------- | ----------------------------- |
| 1983   | Семейство Гризуолд във ваканция         | National Lampoon’s Vacation              | Вики                   | Харолд Реймис                 |
| 1987   | Фатално привличане                      | Fatal Attraction                         |                        | Ейдриън Лайн                  |
| 1997   | Али Макбийл                             | Ally McBeal                              | Илейн Васал            | Дейвид Кели                   |
| 2000   | Флинтстоун 2: Да живее Рок Вегас        | The Flintstones in Viva Rock Vegas       | Бети Ръбел             | Брайън Левант                 |
| 2002   | Ледена епоха                            | Ice Age                                  | Рейчъл, женски ленивец | Крис Уедж, Карлос Салдана     |
| 2003   | Марси Икс                               | Marci X                                  | Лорън Фарб             | Ричард Бенджамин              |
| 2004   | Алфи                                    | Alfie                                    | Дори                   | Чарлз Шайър                   |
| 2006   | Ловен сезон                             | Open Season                              | Жизел                  | Роджър Алърс, Джил Кълтън     |
| 2006   | Рокфелер плаза 30                       | 30 Rock                                  | Джена Маруни           | Тина Фей                      |
| 2008   | Кит Китридж: Едно американско момиче    | Kit Kittredge: An American Girl          | Мис Дей Дули           | Патриша Розема                |
| 2008   | Ловен сезон 2                           | Open Season 2                            | Жизел                  | Тод Уилдърман, Матю О'Калаган |
| 2009   | Циркът на кошмарите: Чиракът на вампира | Cirque du Freak: The Vampire's Assistant |                        | Пол Вайц                      |
| 2015   | Пиксели                                 | Pixels                                   | Каролин Купър          | Крис Кълъмбъс                 |

## Награди и номинации
| Година | Продукция           | Награда                                                    | Резултат  |
| ------ | ------------------- | ---------------------------------------------------------- | --------- |
| 1999   | „Али Макбийл“       | Златен глобус за най-добра поддържаща телевизионна актриса | номинация |
| 2001   | „Али Макбийл“       | Сателит за най-добра актриса в комедиен сериал             | номинация |
| 2009   | „Рокфелер плаза 30“ | Еми за най-добра поддържаща актриса в комедиен сериал      | номинация |
| 2010   | „Рокфелер плаза 30“ | Еми за най-добра поддържаща актриса в комедиен сериал      | номинация |
| 2011   | „Рокфелер плаза 30“ | Еми за най-добра поддържаща актриса в комедиен сериал      | номинация |
| 2013   | „Рокфелер плаза 30“ | Еми за най-добра поддържаща актриса в комедиен сериал      | номинация |